# Sägebarsch
Der Sägebarsch (Serranus cabrilla) ist ein mittelgroßer Meeresfisch aus der Familie der Sägebarsche (Serranidae). Er lebt im gesamten Mittelmeer, im westlichen Schwarzen Meer und im östlichen Atlantik von den Küsten der Britischen Inseln bis nach Südafrika, sowie bei den Azoren, bei Madeira und bei den Kanarischen Inseln. Vorkommen im Roten Meer sind unsicher.

## Merkmale
Der Sägebarsch kann maximal 40 Zentimeter lang werden, bleibt aber meist bei einer Länge von 25 Zentimetern. Sein Körper ist spindelförmig und gestreckt. Die Grundfärbung ist hell-, dunkel oder rotbraun. In Höhlen oder anderen abgeschatteten Bereichen lebende Exemplare sind eher rötlich, Tiere, die sich eher in besonnten Standorten aufhalten eher bräunlich. Auf den Flanken hat er sieben bis neun Querbinden, die von einem weißen oder gelben Längsband, das sich vom Kopf bis zum Schwanz erstreckt, unterbrochen wird. Seine Rückenflosse wird von zehn Hartstrahlen und 13 bis 15 Weichstrahlen gestützt, die Afterflosse von drei Hart- und 7 bis 8 Weichstrahlen.

## Lebensweise
Der Sägebarsch ist revierbildend und standorttreu. Er lebt in Tiefen von 5 bis 500 Metern auf dem Schelf in Felsriffen, Seegraswiesen und über schlammigen oder sandigen Meeresböden und ernährt sich räuberisch von kleinen Fischen, Kopffüßern und Krebstieren. Wie alle Sägebarsche der Gattung Serranus ist er ein Simultanhermaphrodit (Zwitter), hat also gleichzeitig funktionstüchtige männliche und weibliche Keimdrüsen. Ob eine Selbstbefruchtung möglich ist, ist nicht bekannt. Im Mittelmeer laichen die Fische von April bis Juli, die Population im nördlichen Atlantik etwas später.